# Furnas (sopka)
Furnas je neaktivní stratovulkán, ležící na východním konci ostrova São Miguel. Je tvořený dvěma kalderami, mladší – 6 km široká – má stáří asi 20 000 roků a starší 30 000 roků. Východní stěny překrývají starší pleistocenní štítový vulkán Nordeste a jeho kalderu Povoaçao. Sopka je známa početnými horkými prameny a gejzírům, vyskytujícími se v jejím okolí.
Postkladerové stádium vulkanické činnosti vytvořilo několik lávových dómů (Pico da Areia, Pico do Buraco, Pico do Gaspar, Pico do Ferro, Pica das Marcondas), troskových kuželů (Pico da Azeitona, Pico de Canario, Pica da Senhora) a několik vrstev pemzy. Menší pole troskových kuželů a dómů se rozprostírá i mezi sopkami Furnas a Água de Pau.
Historicky doložené erupce byly zaznamenány roku 1439, 1443 a 1630. Poslední erupce byla zároveň nejkatastrofičtější erupce na Azorském souostroví; vyžádala si asi 200 obětí na životech.